# Sawara-ku
Sawara-ku (早良区?) è uno dei sette quartieri amministrativi della città di Fukuoka, in Giappone.